# مقبس أف أس 1
مقبس أف أس 1 (بالإنجليزية: Socket FS1) وهو مقبس في طور التطوير من قبل شركة إي أم دي لم يطلق بعد والمتوقع أن تستخدمه وحدات إي أم دي فيوجن في الحواسيب المحمولة بدلا من مقبس أس 1. وقال الرئيس السابق لشركة إي تي آي ديف أورتون أن المقبس سيحتوي على إبر أكثر بنسبة 10% من وحدات المعالجة العادية لقدرت وحدات المعالجة المستخدمة له على تنفيذ عمل وحدة معالجة الرسوميات المتقدم, ولكنه لم يعط تفاصيلا أكثر عن مدى فعالية هذه الوحدات.